# Fontaine de Contes
La fontaine est située à Contes, en France.

## Localisation
La fontaine est située dans le département français des Alpes-Maritimes, sur la commune de Contes.

## Historique
La fontaine est située place de l’Église. Sur cette belle fontaine de 1587 est indiqué : 1587 ADI 4 GUIGNO. C'était la première fontaine publique du village. La fontaine était alimentée par un canal depuis la Maire de Riodam acheté par la commune en 1466.
L'édifice est classé au titre des monuments historiques le 7 novembre 1906.